# 羅賓納體育場
羅賓納體育場，被冠名為Cbus超級體育場，是位於昆士蘭州黃金海岸羅賓納的長方形足球場。本體育場為全國橄欖球聯賽黃金海岸泰坦的主場。

## 外部連結
- 羅賓納體育場 at Austadiums